# Bohinji vasútvonal
A Bohinji vasútvonal vagy Jesenice–Trieszt-vasútvonal (szlovénül: Bohinjska železniška proga, németül: Wocheiner Bahn, olaszul: Ferrovia Transalpina) egyvágányú vasúti fővonal Szlovéniában és kisebb részt Olaszországban, Jesenice és Trieszt között.